# هنري جوهييه
هنري جوهييه (بالفرنسية: Henri Gouhier)‏ (1898 - 1994 م) مؤرخ فلسفة حديثة، فرنسي.
إنتاجه الرئيسي هو في تاريخ الفلسفة الفرنسية، خصوصا النزعة الكاثوليكية منها.

## روابط خارجية
- هنري جوهييه على موقع مونزينجر (الألمانية)